# Електрична передача
Електри́чна переда́ча (електрична трансмісія) являє собою з'єднання електрогенератора і електродвигуна (або декількох генераторів і двигунів) для передачі обертання від первинного двигуна до рушія або виконавчого органа.
Електричні передачі бувають двох видів: «непрозорі» (постійного струму або з проміжною ланкою постійного струму) і «прозорі» (змінного струму).
У «непрозорих» передачах частота обертання на виході ніяк не пов'язана з частотою обертання двигуна; це забезпечує зручність рушання з місця і зміни напрямку руху, а також повне використання потужності двигуна в широкому діапазоні швидкостей. «Непрозорі» передачі широко застосовуються на тепловозах, кар'єрних самоскидах, важких тракторах і всюдиходах, а також криголамах. Останнім часом все частіше такі приводи знаходять застосування на автомобільному транспорті, включаючи автобуси і навіть і легкі гібридні автомобілі.
«Непрозора» передача включає генератор постійного струму або синхронний генератор з випрямлячем; отриманий постійний струм надходить або безпосередньо до двигунів постійного струму, або через інвертори до асинхронних двигунів.
«Прозора» електрична передача включає синхронний генератор і синхронні або асинхронні двигуни, включені безпосередньо; в цьому випадку електрична передача лише замінює понижуючий редуктор і забезпечує реверсування. Вона простіша і легша від «непрозорої» передачі; використовувалася на деяких океанських лайнерах.

## Переваги і недоліки
Електрична передача забезпечує зручну зміну частоти і напряму обертання на виході, плавне рушання з місця, а також розподіл потужності на декілька приводних коліс/осей; первинний двигун може бути розташований у будь-якому місці транспортного засобу незалежно від розташування рушіїв.
З іншого боку, електричні машини мають велику вагу, також у них відбуваються помітні втрати потужності; для їх виготовлення витрачається велика кількість кольорових металів.

## Застосування
- Кораблі, підводні човни, в основному, з атомною енергетичною установкою.
- Тепловози;
- Кар'єрні вантажівки (БелАЗ і т. д.)
- Автобуси (MAN Lion's City і т. д.);
- Автомобілі, включаючи легкі позашляховики (Oshkosh L-ATV і т. д.)